# Pavel Brendl
Pavel Brendl (ur. 23 marca 1981 w Opočno) – czeski hokeista, reprezentant Czech.

## Kariera
- HC Ołomuniec U20 (1996-1998)
- HC Ołomuniec (1997-1998)
- Calgary Hitmen (1998-2001)
  -  Hartford Wolf Pack (2000)
- Philadelphia Phantoms (2001-2002)
- Philadelphia Flyers (2001-2003)
- Lowell Lock Monsters (2003-2004)
- Carolina Hurricanes (2004)
- HC Oceláři Trzyniec (2004)
- Jokipojat (2004-2005)
- HC Thurgau (2005)
- HC Ołomuniec (2005)
- Lowell Lock Monsters (2003-2004)
- San Antonio Rampage (2005-2006)
- Phoenix Coyotes (2006)
- Mora (2006-2007)
- Brynäs (2007-2008)
- Torpedo Niżny Nowogród (2008-2010)
- KalPa (2010)
- Nieftiechimik Niżniekamsk (2010-2011)
- HC Pardubice (2011)
- Rapperswil-Jona Lakers (2011-2012)
- HC Davos (2011 - podczas Pucharu Spenglera 2011)
- HC Pardubice (2012-2013)
  -  HC Kometa Brno (2013)
- Lausitzer Füchse (2013-2014)
- HK 36 Skalica (2014-2016)
- HKm Zvolen (2016)
- Wings HC Arlanda (2018)
- Kopla (2018/2019)

Karierę rozpoczynał w Nowym Mieście nad Metują, a następnie kontynuował w HC Ołomuniec. W wieku 17 lat wyjechał do Kanady i został zawodnikiem Calgary Hitmen. W pierwszym sezonie 1998/1998 był objawieniem rozgrywek WHL i CHL wygrywając wiele klasyfikacji indywidualnych i zdobywając nagrody. Wraz z drużyną zwyciężył w lidze WHL. W drafcie NHL z 1999 został wybrany przez New York Rangers w pierwszej rundzie z wysokim czwartym numerem. Mimo świetnych występów w Calgary Hitmen (w dwóch pierwszych sezonach był najlepszym strzelcem ligi) nie osiągnął znacznego sukcesu w lidze NHL i nie zadomowił się w niej na dłużej, jako że w ciągu następnych lat był równocześnie zawodnikiem klubów AHL. Jedynie w sezonie NHL (2002/2003) rozegrał większość spotkań. Łącznie w NHL wystąpił w 78 meczach w których uzyskał 22 punkty za 11 goli i 11 asyst. W 2006 roku powrócił na stałe do Europy. Przez dwa sezony występował w szwedzkich rozgrywkach medal Elitserien. W sezonie 2006/2007 zdobył tytuł najlepszego strzelca ligi w barwach Mora. W latach 2008–2010 był zawodnikiem Torpedo Niżny Nowogród, w nowo powstałych rosyjskich rozgrywkach KHL. W pierwszym sezonie był najskuteczniejszym strzelcem ligi w rundzie zasadniczej (35 goli), a w drugim zajął drugie miejsce (27 goli).
Od maja 2012 roku zawodnik HC Pardubice. Pod koniec listopada 2012 roku z dalszej części sezonu 2012/2013 wykluczyła go wykryta w organizmie zakrzepica tętnicy. Formalnie zawodnikiem Pardubic był do końca kwietnia 2013 roku. Od 21 listopada do 13 grudnia 2013 tymczasowo w Komecie Brno. Od 20 grudnia 2013 zawodnik niemieckiego klubu Lausitzer Füchse, związany kontraktem do końca sezonu 2013/2014. Od grudnia 2014 zawodnik HK 36 Skalica. W lipcu 2015 przedłużył kontrakt. Od połowy lutego 2016 zawodnik HKm Zvolen. W sezonie 2016/2017 nie grał. Od stycznia 2018 zawodnik szwedzkiego klubu Wings HC Arlanda.
W barwach juniorskich reprezentacji Czech wystąpił na turniejach mistrzostw Europy juniorów do lat 18 w 1998 oraz mistrzostw świata do lat 20 w 2001. W seniorskiej kadrze występował m.in. w turniejach Euro Hockey Tour w sezonach 2006/2007 i 2009/2010.

## Sukcesy
- Złoty medal mistrzostw świata juniorów do lat 20: 2001

Klubowe
- Scotty Munro Memorial Trophy: 1999, 2000 z Calgary Hitmen
- Ed Chynoweth Cup / Mistrzostwo WHL: 1999 z Calgary Hitmen
- Ed Chynoweth Cup / Mistrzostwo WHL: 1999 z Calgary Hitmen
- Puchar Caldera: 2000 z Hartford Wolf Pack
- Puchar Spenglera: 2011 z HC Davos

Indywidualne
- WHL i CHL 1998/1999:
  - Pierwsze miejsce w klasyfikacji strzelców w sezonie zasadniczym: 73 gole
  - Pierwsze miejsce w klasyfikacji strzelców wśród pierwszoroczniaków w sezonie zasadniczym: 73 gole
  - Pierwsze miejsce w klasyfikacji asystentów wśród pierwszoroczniaków w sezonie zasadniczym: 61 asyst
  - Pierwsze miejsce w klasyfikacji kanadyjskiej w sezonie zasadniczym: 134 punkty - Bob Clarke Trophy
  - Pierwsze miejsce w klasyfikacji kanadyjskiej wśród pierwszoroczniaków w sezonie zasadniczym: 134 punkty
  - Pierwsze miejsce w klasyfikacji +/- w sezonie zasadniczym: +68
  - Pierwsze miejsce w klasyfikacji strzelców w fazie play-off: 21 goli
  - Pierwsze miejsce w klasyfikacji asystentów w fazie play-off: 25 asyst
  - Pierwsze miejsce w klasyfikacji kanadyjskiej w fazie play-off: 46 punktów
  - Najlepszy debiutant sezonu WHL - Jim Piggott Memorial Trophy
  - Skład gwiazd pierwszoroczniaków CHL
  - Pierwszy skład gwiazd CHL
  - Skład Gwiazd Memorial Cup
  - Najlepszy debiutant sezonu CHL
  - CHL Top Draft Prospect Award
  - CHL Top Prospects Game
- WHL / CHL 1999/2000:
  - Pierwsze miejsce w klasyfikacji strzelców: 59 goli
  - Trzeci skład Gwiazd CHL
- Mistrzostwa świata juniorów w hokeju do lat 20 w 2001:
  - Pierwsze miejsce w klasyfikacji asystentów turnieju: 6 asyst
  - Pierwsze miejsce w klasyfikacji kanadyjskiej turnieju: 10 punktów
  - Pierwsze miejsce w klasyfikacji +/- turnieju: +8
  - Skład gwiazd turnieju
  - Najlepszy napastnik turnieju
- Elitserien 2006/2007:
  - Pierwsze miejsce w klasyfikacji strzelców w sezonie zasadniczym: 34 gole - Trofeum Håkana Looba
  - Pierwsze miejsce w klasyfikacji kanadyjskiej w sezonie zasadniczym wśród obcokrajowców: 57 punktów
- Elitserien 2007/2008:
  - Pierwsze miejsce w klasyfikacji kanadyjskiej w sezonie zasadniczym wśród obcokrajowców: 55 punktów
- KHL (2008/2009):
  - Mecz Gwiazd KHL
  - Pierwsze miejsce w klasyfikacji strzelców w sezonie zasadniczym: 35 goli (ex aequo z Janem Markiem) - rekord ligi
  - Czwarte miejsce w klasyfikacji zwycięskich goli w sezonie zasadniczym: 8 goli
- KHL (2009/2010):
  - Drugie miejsce w klasyfikacji strzelców w sezonie zasadniczym: 27 goli
- Puchar Spenglera 2011:
  - Drugie miejsce w klasyfikacji strzelców turnieju: 3 gole